# Folkomröstningen om Amsterdamfördraget i Danmark 1998
Folkomröstningen om Amsterdamfördraget i Danmark hölls 28 maj 1998. Resultatet av folkomröstningen blev att Danmark anslöt sig till Amsterdamfördraget, då 55,1 procent röstade för och 44,9 procent röstade mot. Valdeltagandet var 76,2 procent.